# Liste der Kulturdenkmäler in der Gemeinde Flesberg
Die Liste der Kulturdenkmäler in der Gemeinde Flesberg enthält die vom Riksantikvaren gelisteten Kulturgüter der norwegischen Gemeinde Flesberg. Nicht alle der gelisteten Kulturgüter stehen unter Denkmalschutz, können aber Teil eines denkmalgeschützten Ensembles sein oder ihre Veränderung muss mit dem Riksantikvaren abgesprochen werden. Die Denkmalnummer führt mit einem Link zur Beschreibungsseite kulturminnesøk des Riksantikvaren.

## Liste der Kulturdenkmäler in Flesberg
| Bild                      | Bezeichnung                                                | Lage           | Art                     | Datierung                                   | Beschreibung                         | Denkmal- nummer |
| ------------------------- | ---------------------------------------------------------- | -------------- | ----------------------- | ------------------------------------------- | ------------------------------------ | --------------- |
| BW                        | Lehovd                                                     | Lande Karte    | archäologisches Denkmal | vor der Reformation                         |                                      | 21646           |
| BW                        | Kastberga                                                  | Karte          | archäologisches Denkmal | vor der Reformation                         |                                      | 31931           |
| BW                        | Fønnerud                                                   | Karte          | archäologisches Denkmal | unbestimmt                                  | Denkmalschutz ungeklärt              | 51224           |
| BW                        | Ringdansen                                                 | Karte          | archäologisches Denkmal | unbestimmt                                  | Denkmalschutz ungeklärt              | 51646           |
| BW                        | Tunby                                                      | Karte          | archäologisches Denkmal | vor der Reformation                         |                                      | 61895           |
| BW                        | Åsland                                                     | Karte          | archäologisches Denkmal | vor der Reformation                         |                                      | 61919           |
| BW                        | Dønnsteinen                                                | Låg Karte      | Felsenkunst             | Bronzezeit                                  | Schalenstein                         | 79714           |
| BW                        | Kringlehaugen                                              | Karte          | archäologisches Denkmal | vor der Reformation, unbestimmt             |                                      | 79747           |
| weitere Bilder            | Stabkirche Flesberg (norw.: stavkirke Flesberg)            | Flesberg Karte | Gebäude, Kirche         | Mittelalter / vor der Reformation           | Stabkirche, umgebaut zur Kreuzkirche | 84161           |
| weitere Bilder            | Lyngdal Kirche (norw.: Lyngdal kirke)                      | Lyngdal Karte  | Gebäude, Kirche         | Mittelalter / vor der Reformation / 17. Jh. |                                      | 84351           |
| weitere Bilder            | Svene Kirche (norw.: Svene kirke)                          | Svene Karte    | Gebäude, Kirche         | Mittelalter / vor der Reformation / 18. Jh. |                                      | 85014           |
| weitere Bilder            | Pfarrhof Flesberg (norw.: Flesberg prestegård)             | Flesberg Karte | Gebäude                 | nach der Reformation / 18. Jh. /19. Jh.     |                                      | 86470           |
| Gjellerud nordre          | Gjellerud nordre                                           | Karte          | Hofanlage               | 18. Jh.                                     |                                      | 86471           |
| Holten vestre             | Holten vestre                                              | Lyngdal Karte  | Hofanlage               | 18. Jh.                                     |                                      | 86472           |
| Høymyr søre (Høimyr søre) | Høymyr søre (Høimyr søre)                                  | Karte          | Hofanlage               | 18. Jh. / 19. Jh.                           |                                      | 86473           |
| BW                        | Søre lande                                                 | Karte          | Hofanlage               | Mittelalter                                 |                                      | 86474           |
| weitere Bilder            | Vangestad nordre                                           | Karte          | Hofanlage               | Mittelalter                                 | Hofanlage mit Stabbur und Loft       | 86475           |
| BW                        | Fjøse                                                      | Karte          | Hofanlage               | Mittelalter                                 | Hofanlage mit Stabbur und Loft       | 86595           |
| BW                        | Schalensteinfeld Toensetra (norw.: Skålgropfelt Toensetra) | Karte          | Felsenkunst             | Eisenzeit / Bronzezeit                      | Schalensteinfeld                     | 116746          |
| BW                        | Sandvassetra                                               | Karte          | Ruine, Alm              | nach der Reformation                        | nicht geschützt                      | 118687          |
| BW                        | Juvenes                                                    | Karte          | Ruine, Alm              | vor der Reformation / nach der Reformation  |                                      | 149861          |
| BW                        | Juvenes                                                    | Karte          |                         | 20. Jh.                                     | Kriegsdenkmal                        | 149862          |
| BW                        | Middelalder kulturlag                                      | Karte          | Hofanlage               | Spätmittelalter                             |                                      | 156667          |

- Karte mit allen Koordinaten:
- OSM |
- WikiMap